# Gymnochanda
Gymnochanda là một chi cá trong Họ Cá sơn biển.
Các loài trong chi này là cá sinh sống trong các môi trường nước ngọt đục gần các rừng đầm lầy và rừng đầm lầy than bùn ở Malaysia bán đảo, Borneo, Sumatra và đảo Belitung.
Chúng thuộc về nhóm cá nhỏ nhất trong họ, với chiều dài tiêu chuẩn tối đa chỉ khoảng 2,2–3,8 cm (0,9–1,5 in), tùy từng loài. Chúng không có vảy và nhìn trong suốt, bộc lộ ánh bạc của phúc mạc lót khoang bụng. Chúng là dị hình giới tính, với cá đực có các vây dài hơn và màu sặc sỡ hơn cá cái.

## Các loài
Chi này bao gồm 5 loài:
- Gymnochanda filamentosa Fraser-Brunner, 1955
- Gymnochanda flamea T. R. Roberts, 1995
- Gymnochanda limi Kottelat, 1995
- Gymnochanda ploegi H. H. Tan & K. K. P. Lim, 2014
- Gymnochanda verae H. H. Tan & K. K. P. Lim, 2011